# Elecciones estatales extraordinarias de Veracruz de 2018
Las elecciones extraordinarias de Veracruz de 2018, denominadas oficialmente por la autoridad electoral como el Proceso Electoral Local Extraordinario 2018, se llevaron a cabo el domingo 18 de marzo de 2018. En los comicios extraordinarios, organizados por el Organismo Público Local Electoral de Veracruz (OPLE) y cuyo proceso inició el 3 de enero, se renovaron los siguientes cargos de elección popular:
- Tres ayuntamientos (Camarón de Tejeda, Emiliano Zapata y Sayula de Alemán): compuestos por un presidente municipal, un síndico y regidores electos por única ocasión para un periodo de tres años y seis meses no reelegibles para el periodo inmediato.[5] Fueron en total tres alcaldes, tres síndicos y diez regidores para el periodo comprendido entre el 2 de julio de 2018 y el 31 de diciembre de 2021.[2]

## Antecedentes
Luego de los comicios estatales de ayuntamientos, el Tribunal Electoral del Poder Judicial de la Federación (TEPJF) anunció la anulación de las elecciones en tres municipios: Camarón de Tejeda, Emiliano Zapata y Sayula de Alemán. En el caso de Camarón de Tejeda y Sayula de Alemán por el rebase de los topes de campaña y en el de Emiliano Zapata por violación de los principios de equidad y certeza. Por lo anterior, se revocó el triunfo de los candidatos del Movimiento Regeneración Nacional, Jorge Mier Acolt (Emiliano Zapata), Movimiento Ciudadano, Norberta Palacios Molina (Camarón de Tejeda) y de la coalición entre los Partidos Revolucionario Institucional y Verde Ecologista de México, Graciel Antonio Vázquez Castillo (Sayula de Alemán).
Se determinó que el Congreso eligiera, con fecha límite el 31 de diciembre de 2017, los integrantes de los concejos municipales que ocuparían la posición entre enero de 2018 y el momento en que asumieran sus funciones los candidatos elegidos en los comicios extraordinarios. A mediados de diciembre, el Congreso nombró los integrantes de los tres concejos municipales, cuyos miembros asumieron el cargo el 1 de enero. Dos días después, se instaló el Consejo General del OPLE para el proceso extraordinario, para el que contó con el apoyo del Instituto Nacional Electoral (INE).

### Resultados previos
| Municipio                                                                                          | PAN-PRD | PRI-PVEM | PAN  | PRI  | PRD  | PVEM | PT   | MC   | NA   | Morena | PES  | Independiente | No registrado | Nulos | Total        |
| -------------------------------------------------------------------------------------------------- | ------- | -------- | ---- | ---- | ---- | ---- | ---- | ---- | ---- | ------ | ---- | ------------- | ------------- | ----- | ------------ |
| Camarón de Tejeda                                                                                  | 1117    | 1052     | —    | —    | —    | —    | 15   | 1290 | 0    | 202    | 0    | —             | 326           | 50    | 4052 votos   |
| Emiliano Zapata                                                                                    | 458     | 60       | 2866 | 1997 | 3520 | 115  | 2637 | 1017 | 1266 | 7092   | 1281 | 2306          | 29            | 746   | 25 390 votos |
| Sayula de Alemán                                                                                   | 6088    | 6094     | —    | —    | —    | —    | 129  | 420  | 869  | 618    | 1476 | —             | 1             | 227   | 15 922 votos |
| Fuente: Instituto Nacional Electoral (INE) y Organismo Público Local Electoral de Veracruz (OPLE). |         |          |      |      |      |      |      |      |      |        |      |               |               |       |              |

## Organización
Luego de que se propusiera el 18 de marzo como fecha para su realización, el Congreso del Estado aprobó dictámenes que expedían las convocatorias a elecciones extraordinarias en los tres municipios. Se determinó que el proceso iniciase el 3 de enero con la declaración formal del Consejo General del OPLE. Quienes resulten electos tomarían posesión el 2 de julio de 2018 y finalizarían su cargo el 31 de diciembre de 2021. El mismo 3 de enero, se avaló el calendario para el proceso electoral, estableciendo la selección de candidatos entre el 10 de enero y 16 de febrero y quince días de campaña (28 de febrero al 14 de marzo), así como una veda electoral del 15 al 18 de marzo.
Poco después, el mismo OPLE confirmó que no habría convocatorias para nuevos candidatos independientes, permitiendo únicamente la participación de los partidos y candidatos que lo hicieron en los comicios previos. Por otra parte, también se informó que no habría insaculación y que se buscaría que los ciudadanos que lo hicieron previamente fungieran nuevamente como funcionarios de casilla. Se planeó lo mismo para los consejos municipales. Para estas elecciones se empleó la lista nominal de los comicios ordinarios, por lo que no fueron válidos los movimientos que se hagan en el Registro Federal de Electores. En los tres municipios sumaban alrededor de 72 mil ciudadanos en el padrón electoral.
Tal como se tenía previsto, las campañas electorales iniciaron a partir de las 0:00 horas del miércoles 28 de febrero. A finales de febrero se autorizó la realización de tres debates: el 7 de marzo para Sayula de Alemán, 8 de marzo para Camarón de Tejeda y 9 de marzo para Emiliano Zapata. Sin embargo, poco después se canceló el debate en Camarón de Tejeda debido a que ninguno de los contendientes confirmó su asistencia. Posteriormente, también se canceló el de Emiliano Zapata dado que solo asistió un candidato. En el único debate, el de Sayula de Alemán, participaron los tres contendientes a la alcaldía.

### Presupuesto
El OPLE solicitó al Congreso del Estado 5 millones 844 mil 618 pesos extra para la organización de los comicios —2 millones 331 mil 119 corresponderían a Emiliano Zapata, 237 mil para Camarón de Tejeda y 1 millón 083 mil para Sayula de Alemán—. La petición se oficializó el 18 de enero. Posteriormente, el 6 de marzo, el Congreso aprobó el presupuesto. El OPLE reportó que, con relación al Programa de Resultados Electorales Preliminares (PREP), no habría licitación y que sería el propio organismo quien se encargaría de operarlo. En comparación con los comicios ordinarios, el OPLE redujo el 31 de enero en un 50% los topes de gastos de precampaña: 6213 pesos para Camarón de Tejeda, 53 096 pesos para Emiliano Zapata y 27 106 pesos para Sayula de Alemán. Por su parte, el 16 de febrero se aprobaron los topes de campaña: 31 066.50 pesos para Camarón de Tejeda; 265 480 pesos para Emiliano Zapata, y 135 531 pesos para Sayula de Alemán.

### Candidatos
El 2 de febrero se registraron tres coaliciones para los comicios: «Veracruz, el cambio sigue» entre el Partido Acción Nacional (PAN) y el Partido de la Revolución Democrática (PRD), «Por un Veracruz Mejor» conformada por el Partido Revolucionario Institucional (PRI) y el Partido Verde Ecologista de México (PVEM) y «Juntos Haremos Historia» por el Partido del Trabajo (PT), el Movimiento Regeneración Nacional (Morena) y el Partido Encuentro Social (PES). Las tres alianzas fueron aprobadas ocho días después. La primera fue total con candidato panista para Sayula de Alemán y Camarón de Tejeda y perredista para Emiliano Zapata. Mismo caso para la alianza entre PRI y PVEM; el primero determinaría los candidatos de Emiliano Zapata y Camarón de Tejeda y el segundo el de Sayula de Alemán. En contraste, la coalición Juntos Haremos Historia se registró únicamente para Emiliano Zapata.
Por su parte, se negó la participación del PES en los comicios de Camarón de Tejeda por no haber postulado candidato en el proceso ordinario. Asimismo, a Movimiento Ciudadano (MC) se le negó la participación en el mismo municipio debido a que su candidata rebasó los tope de gastos de campaña en la elección previa. Al no postular candidatos en los otros dos municipios, el MC fue la única formación partidista que no compitió en los comicios extraordinarios. También en Camarón de Tejeda, el único candidato independiente se negó a participar nuevamente. En el caso de Sayula de Alemán, Morena y PT apoyaron al candidato del PES al no registrar candidato propio. El 27 de febrero, el OPLE aprobó las nueve candidaturas, cuatro en Emiliano Zapata, tres en Sayula de Alemán y dos en Camarón de Tejeda.

### Controversias
A inicios de marzo, la diputada morenista Rocío Nahle García denunció la supuesta intromisión del gobernador, Miguel Ángel Yunes Linares, en el proceso extraordinario por medio de programas sociales gubernamentales. En respuesta, el secretario de Desarrollo Social del estado la calificó de «mitotera y ridícula», por lo fue criticado y se le exigió una disculpa. Por su parte, Yunes Linares negó los señalamientos e indicó que la entrega de despensas en los tres municipios no era una intervención. El 16 de marzo, el PRI denunció agresiones contra su candidato en Sayula de Alemán. Igualmente, acusó hechos violentos contra sus militantes y los del PVEM en ese municipio y en Camarón de Tejeda.

### Programa de Resultados Electorales Preliminares
El primer simulacro del Programa de Resultados Electorales Preliminares (PREP) se llevó a cabo el domingo 4 de marzo. En los Consejos Municipales se instalaron Centros de Acopio de Transmisión de Datos (CATD), encargados del acopio y digitalización de las 9, 83 y 39 actas en Camarón de Tejeda, Emiliano Zapata y Sayula de Alemán, respectivamente. La captura de las 131 actas y la verificación de datos en los que «dos capturistas diferentes no coincidan entre sí» se llevará a cabo en los Centros de Captura y Verificación de Datos (CCV), el principal localizado en Xalapa-Enríquez y el de respaldo en la sede del Consejo Distrital de Emiliano Zapata. Igualmente, el mismo día se efectuó el primer simulacro del Sistema de Cómputos Municipales (SICOMUN).
El segundo simulacro se llevó a cabo el 11 de marzo; inició a las 11:30 horas y finalizó a las 12:59 horas con 131 actas digitalizadas y  129 capturadas y publicadas. Asimismo, se realizó el segundo simulacro del SICOMUN. Posteriormente, tres días después, el OPLE aprobó que el PREP iniciara el 18 de marzo a las 18:00 horas y que se actualizara por última ocasión a la misma hora el 19 de marzo o antes si se lograse el 100% de las actas esperadas. Finalmente, el 15 de marzo se realizaron los terceros y últimos simulacros del PREP y el SICOMUN.

## Elecciones

Resultados de las elecciones extraordinarias.

Se instalaron 131 casillas para las elecciones en los tres municipios: 83 en el Distrito 8 de Xalapa —correspondientes a la elección de Emiliano Zapata; 34 básicas, 40 contiguas y nueve extraordinarias—, nueve en el Distrito 13 de Huatusco —correspondientes a Camarón de Tejeda; tres básicas, cuatro contiguas y dos extraordinarias— y 39 en el Distrito 14 de Minatitlán —correspondientes a Sayula de Alemán; 19 básicas, 17 contiguas y tres extraordinarias—. Se reportó que para el 16 de marzo ya se habían entregado todos los paquetes electorales para los comicios. La impresión de los materiales electorales —«actas de escrutinio y cómputo, las actas de incidentes y las boletas electorales»— para estos comicios inició el 2 de marzo. De las boletas se imprimieron 74 mil 757 en total: 4868 para Camarón de Tejeda, 22 mil 002 para Sayula de Alemán y 47 mil 887 para Emiliano Zapata. Por otra parte, la lista nominal en los tres municipios sumó 72 mil 967 ciudadanos: 4796 en Camarón de Tejeda, 21 mil 612 en Sayula de Alemán y 46 mil 559 en Emiliano Zapata.
Las elecciones iniciaron a las 08:00 horas del 18 de marzo con la instalación del Consejo General del OPLE. Dos horas después se reportó la instalación de la totalidad de las 131 casillas. El 18 de marzo, a las 17:00 horas se puso en ceros el programa y reportó las primeras actas pasadas las 20:00 horas. La sesión permanente del OPLE concluyó con un 77% de avance del PREP. A las 23:30, la última actualización dio la victoria a Susana Guadalupe Ameca Parissi (Camarón de Tejeda; PAN-PRD), Jorge Mier Acotl (Emiliano Zapata; Morena-PT-PES) y Fredy Ayala González (Sayula de Alemán; PAN-PRD). Poco antes, los dirigentes del PAN-PRD proclamaron ganadores a sus candidatos y reconocieron la derrota en Emiliano Zapata. El 21 de marzo se llevaron a cabo los cómputos municipales, que iniciaron a las 08:00 horas y finalizaron poco después de las 15:00. Estos confirmaron los resultados del PREP y dieron la victoria a la coalición PAN-PRD en Camarón de Tejeda y Sayula de Alemán y a Morena-PT-PES en Emiliano Zapata. Por lo anterior, se entregaron las constancias de mayoría a Ameca Parissi, Mier Acotl y Ayala González.

### Controversias
A lo largo de la jornada electoral se denunciaron diversos hechos delictivos e irregularidades, como la compra de votos por parte del gobierno estatal, mala calidad de la tinta indeleble, difusión de información falsa, traslado de votantes, agresión contra militantes y la supuesta detención «arbitraria» de siete personas en Emiliano Zapata. Sin embargo, el OPLE descartó hechos de violencia e indicó que no se comprobó la compra o coacción del voto.